# Horgh
Ре́йдар «Хорг» Хоргха́ген (норв. Reidar «Horgh» Horghagen; род. 7 мая 1971, Берген) — норвежский музыкант, барабанщик норвежской блэк-метал-группы Immortal (1996–2022) и ударник шведской дэт-метал-группы Hypocrisy (2004–2022).
Хорг присоединился к Immortal в 1996 году, после того, как группа за 5 лет сменила четырёх барабанщиков, а басисту и вокалисту Abbath приходилось исполнять роль ударника во время записи альбомов Pure Holocaust и Battles in the North. До этого Хорг играл в группе, исполнявшей кавер-версии песен Judas Priest и Metallica. По словам Abbath, «в то время у него даже ударной установки не было, но он так желал присоединиться к группе, что разучивал наши песни на подушках!»
В 2003 году Immortal объявили о роспуске группы, а в январе 2004 года Horgh принял приглашение Петера Тэгтгрена и присоединился на постоянной основе к его группе Hypocrisy. Из интервью Abbath журналу Rock Hard в 2006 году стало известно, что Abbath и Horgh хотят возродить Immortal. Отыграв в 2007–2008 годах серии концертов на крупнейших метал-фестивалях, они выпустили в 2009 году новый альбом All Shall Fall.
В 2020 году между Horgh и Demonaz разгорелись судебные разбирательства по поводу прав на название группы, и впоследствии Horgh покинул Immortal. Поэтому на альбоме War Against All барабаны записал Кевин Квале.

## Дискография
Immortal
- Blizzard Beasts (1997)
- At the Heart of Winter (1999)
- Damned in Black (2000)
- Sons of Northern Darkness (2002)
- All Shall Fall (2009)

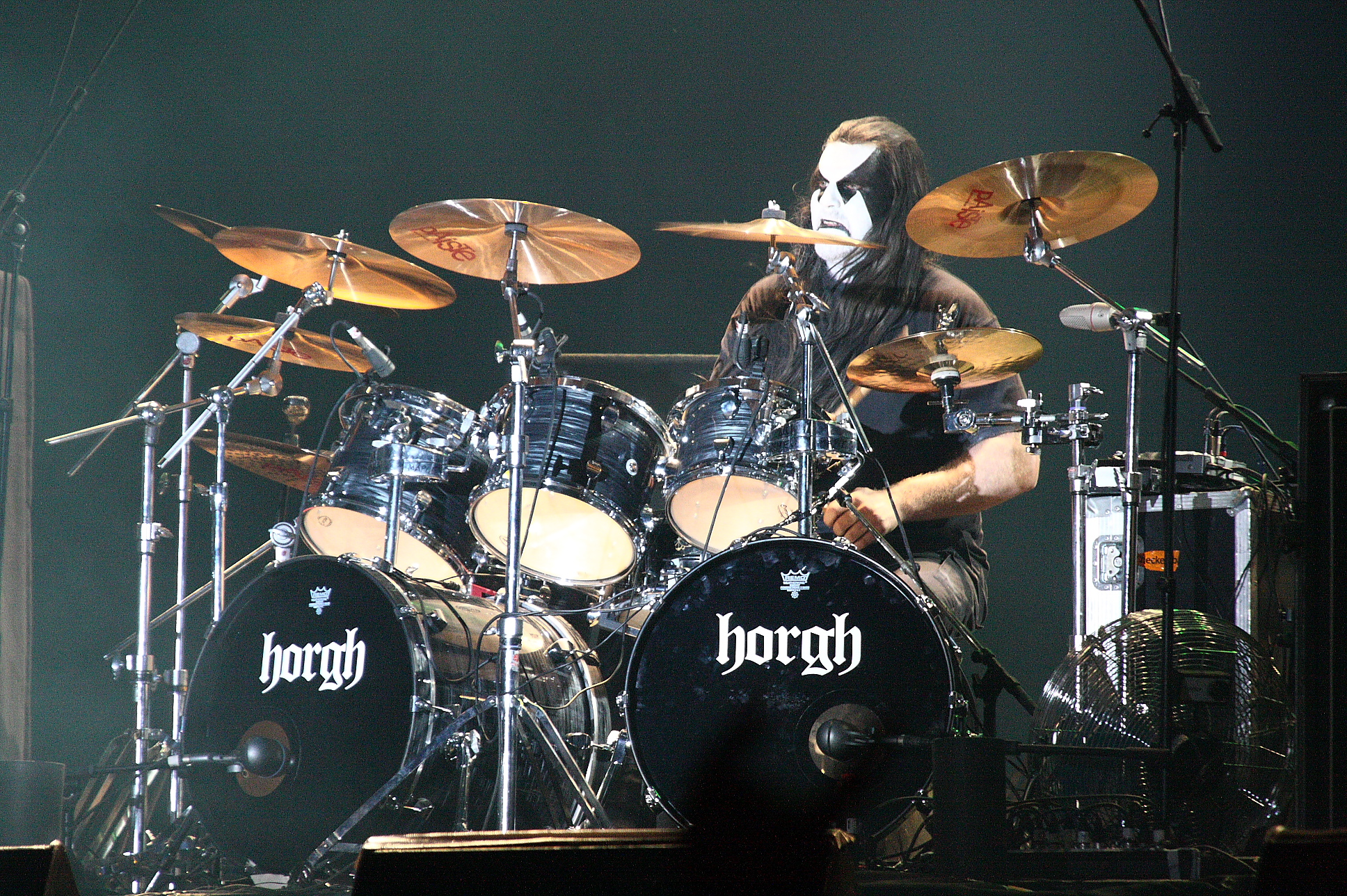
Хорг на фестивале MetalWay 2009 года.

- The Seventh Date of Blashyrkh (DVD) (2010)
- Northern Chaos Gods (2018)

Grimfist
- Ghouls of Grandeur (2003)

Hypocrisy
- Virus (2005)
- A Taste of Extreme Divinity (2009)
- End of Disclosure (2013)
- Worship (2021)